# Corneta de posta
Para la serenata de Mozart, véase Serenata "Trompa de postillón".

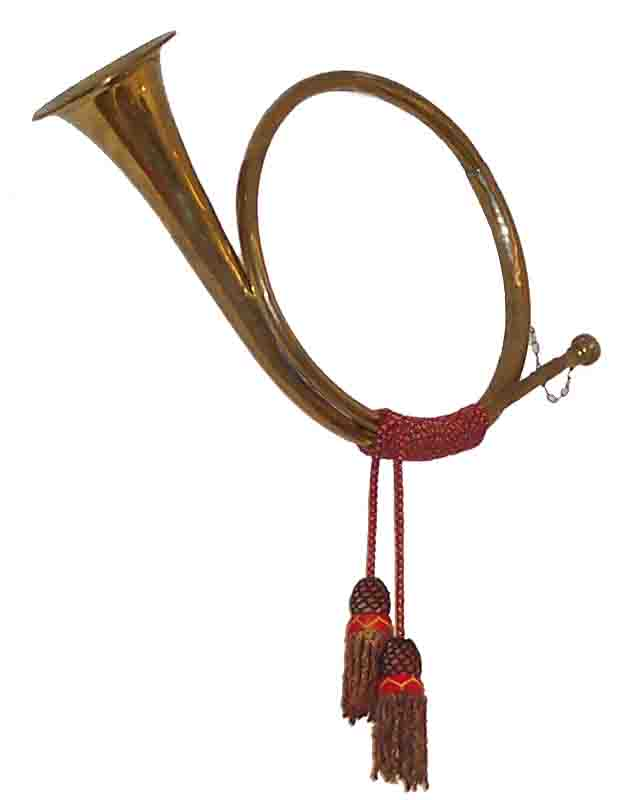
Corneta de posta.

La corneta de posta, también conocida como trompa de postillón, corneta de postillón, trompa de posta o cornamusa, es un instrumento de viento-metal usado inicialmente para anunciar las salidas y llegadas de los transportes postales. Fue muy utilizado por los postillones en los siglos XVIII y XIX. Normalmente tiene forma circular o en espiral, aunque existen modelos rectos, por lo que es un ejemplo de trompa natural. La corneta fue desarrollada a partir de la adición de válvulas o pistones a este instrumento.

## Historia

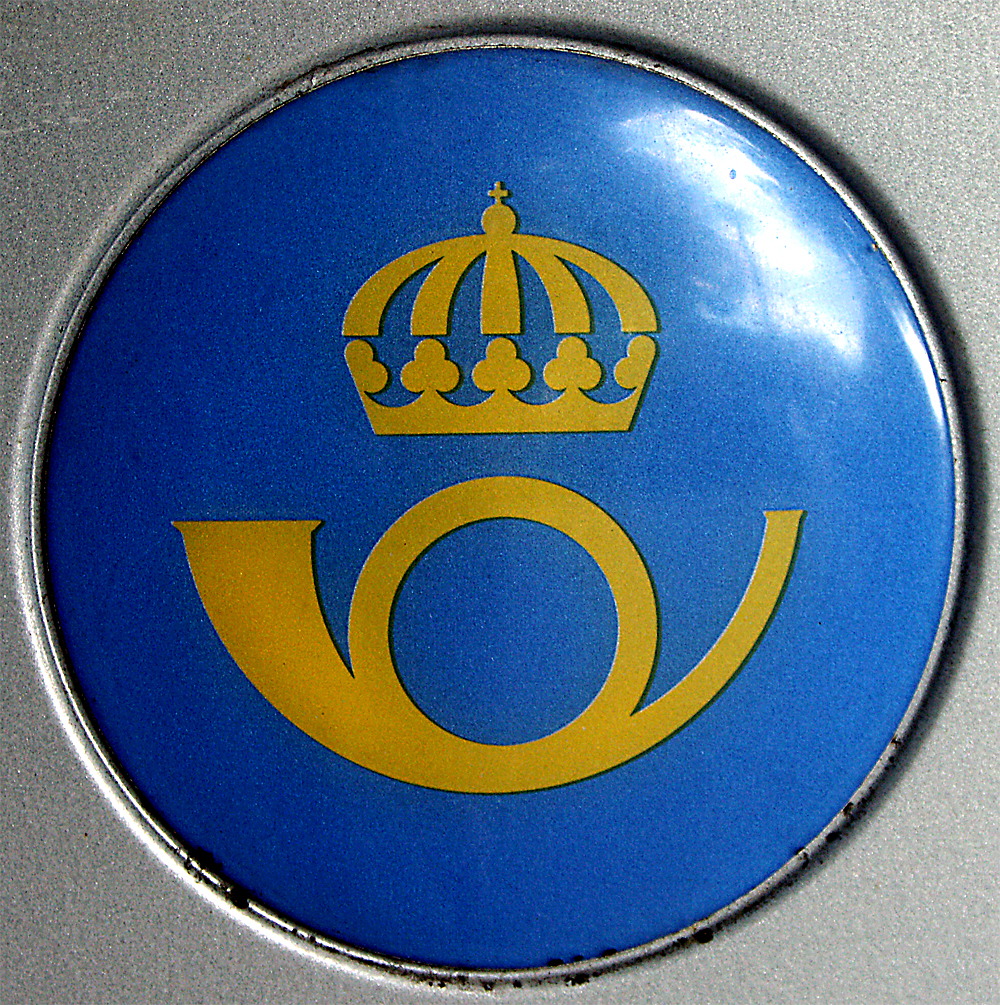
Logotipo del servicio de Correos de Suecia.

Los ejemplares más antiguos tenían forma de arco pero fue en el siglo XVII cuando adquirió su característica forma circular. La primera corneta medía unos 7 cm de diámetro aproximadamente y tenía un número limitado de notas. Fue empleada por compositores barrocos, como Johann Sebastian Bach y Georg Philipp Telemann. 
A finales del siglo XVIII tenía tres vueltas y una mayor variedad de notas; algunos de estos instrumentos usaban llaves para el si♭ (bemol) y el fa. En el siglo XIX se añadieron llaves, válvulas y tubos de diferentes longitudes que se podían intercalar para facilitar la interpretación de melodías. Gustav Mahler introdujo una corneta de posta con válvulas en su Sinfonía nº 3 en re menor. Debido a que es un instrumento poco común, la música escrita para ella es ejecutada, por lo general, por una trompeta o fliscorno.

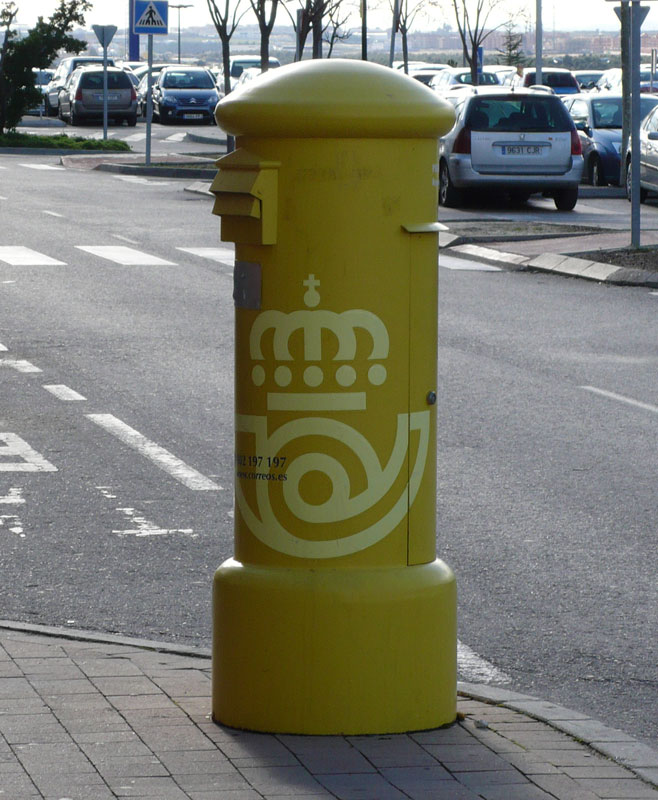
Buzón del servicio de Correos de España con la corneta en su logotipo.

A pesar de que el instrumento se ha dejado de utilizar en los servicios postales, sigue siendo empleado como logotipo nacional de este tipo de servicios en muchos países.

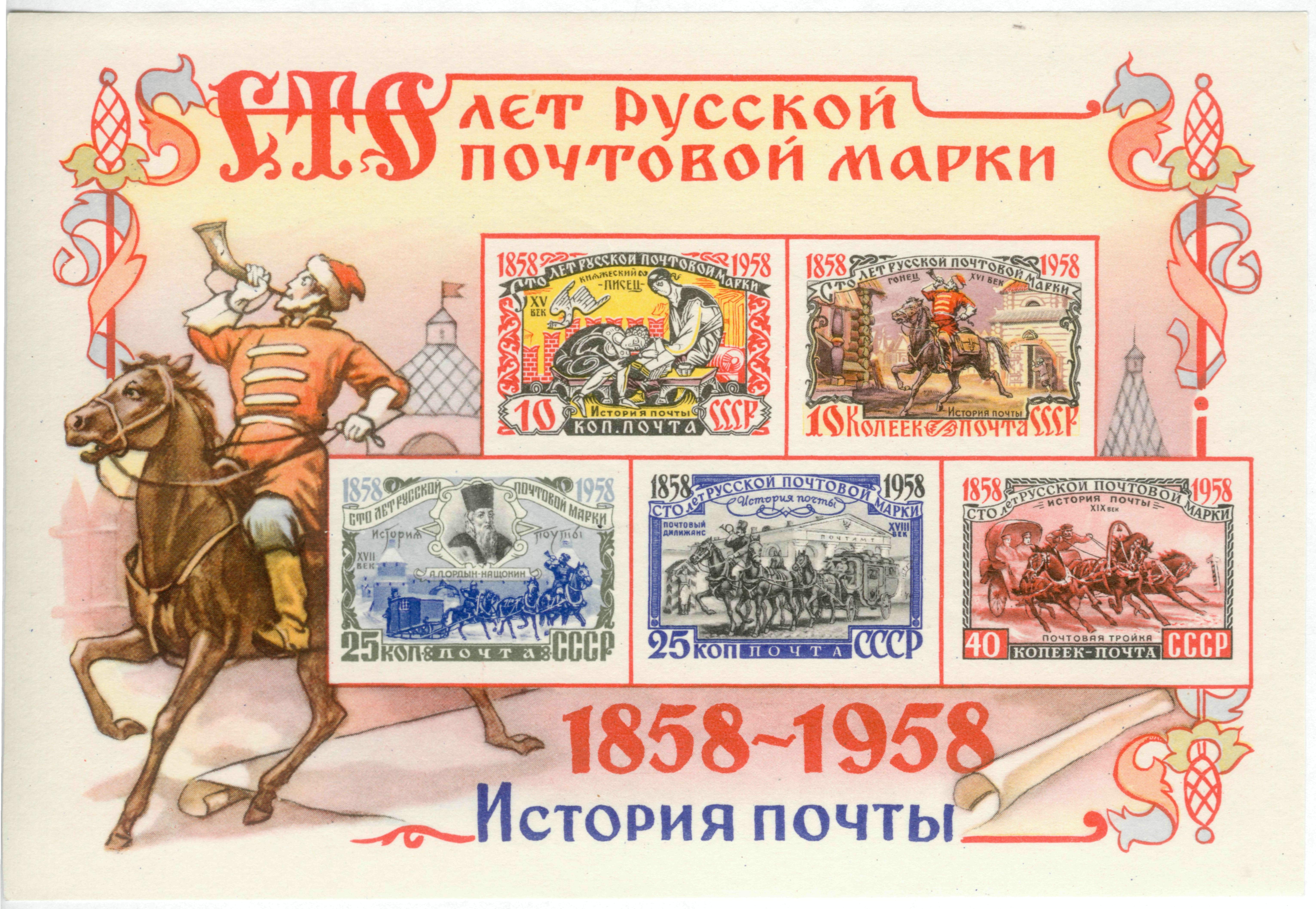
Motivo en una hoja bloque de la URSS, 1958.